# Hebeloma crustuliniforme
Hebeloma crustuliniforme (Pierre Bulliard, 1787 ex Lucien Quélet, 1872), denumită în popor  ciupercă plângătoare sau hora vrăjitoarelor, este o specie de ciuperci otrăvitoare din încrengătura Basidiomycota în familia Hymenogastraceae și de genul Hebeloma care coabitează, fiind un simbiont micoriza (formează micorize pe rădăcinile arborilor). Această specie foarte răspândită se poate găsi în România, Basarabia și Bucovina de Nord, crescând solitară sau în cercuri vrăjitorești pe sol acid, în și la marginea de păduri de foioase precum de conifere, dar de asemenea prin câmpii ierboase, până în zonele montane. Timpul apariției este din iulie până în noiembrie.

## Descriere

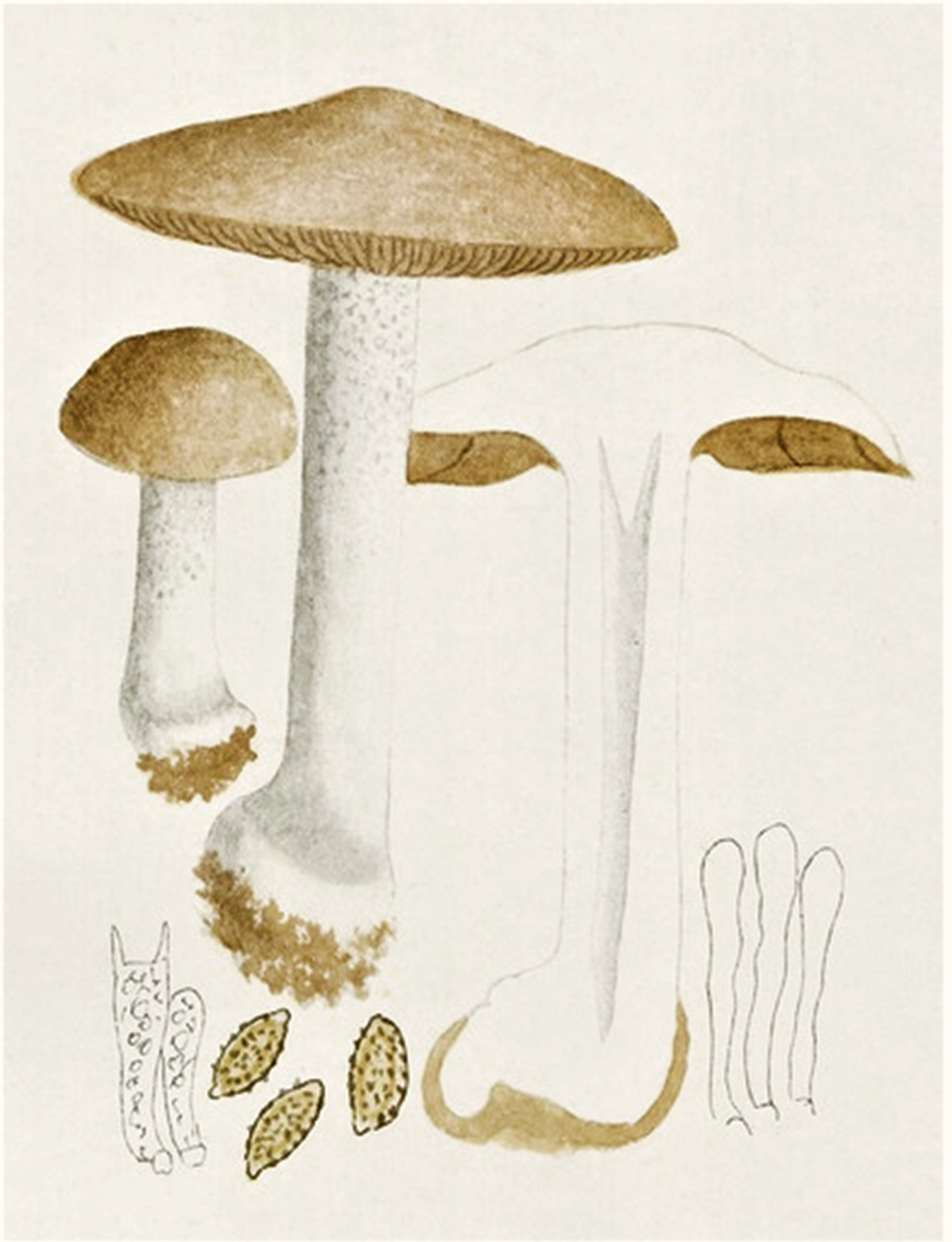
Bres.: H. crustuliniforme

- Pălăria: este de mărime medie pentru ciuperci plin dezvoltate cu un diametru de aproximativ 5-15 cm, diferind tare în mărime, fiind inițial convexă cu margine laminată, ca apoi, la maturitate, să devină din ce în ce mai aplatizată și la mijloc ușor adâncită, cu suprafața ondulată neregulat. Cuticula este netedă, umedă și ceva lipicioasă. Coloritul pălăriei variază între un albicios murdar, ocru și palid gri-maroniu (ca lutul), câteodată chiar și cu tonuri roșu-cărămizii, dar în totdeauna cu zona centrală de culoare mai închisă.
- Lamelele: sunt foarte dese, subțiri, cu muchia dințată foarte fin și flocoasă, fiind aderente la picior printr-o crestătură. Ele secretă picături mici de lichid cu aspect lăptos (de acea numele), care pe vreme uscată se evaporă, lăsând pete maronii pe lamele. Coloritul este albicios, apoi ocru, în sfârșit gri-brun.
- Piciorul: are o înălțime de 5-15 cm și o lățime de 1-2,5 cm, fiind plin (la bătrânețe din ce în ce mai gol), tare, cilindric, fără văl, și îngroșat spre bază. Tija este albicioasă precum brumată prăfos în partea de sus.
- Carnea: este compactă, apoasă și albă.  Mirosul este caracteristic de ridichi, gustul în tinerețe numai slab amărui, apoi neplăcut amar.
- Caracteristici microscopice: are spori elipsoidali, punctați, cu o mărime de 10-12 x 5-6 microni. Pulberea lor este de un ocru închis.[4][5]
- Reacții chimice: Buretele se decolorează cu fenol maro.[6]

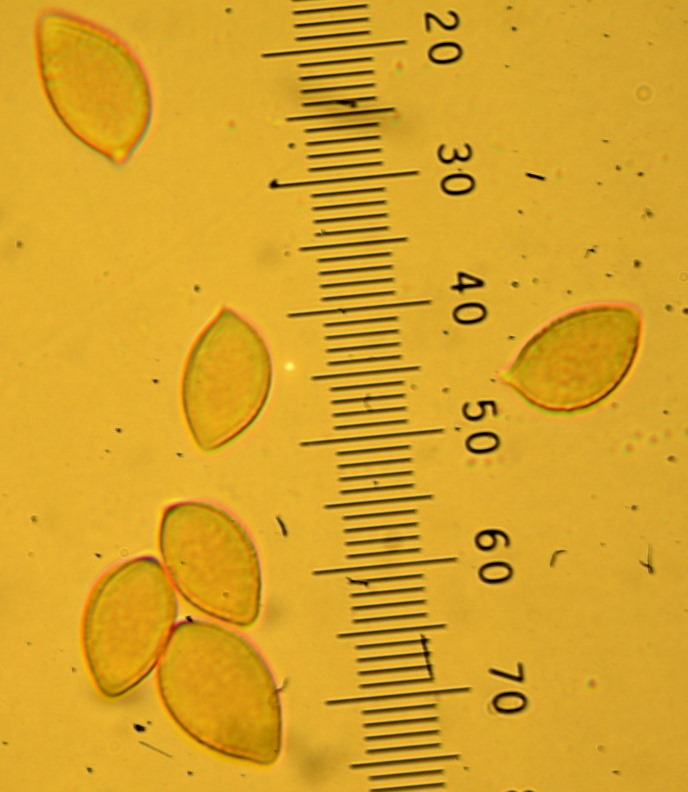
H. crustuliniforme, spori
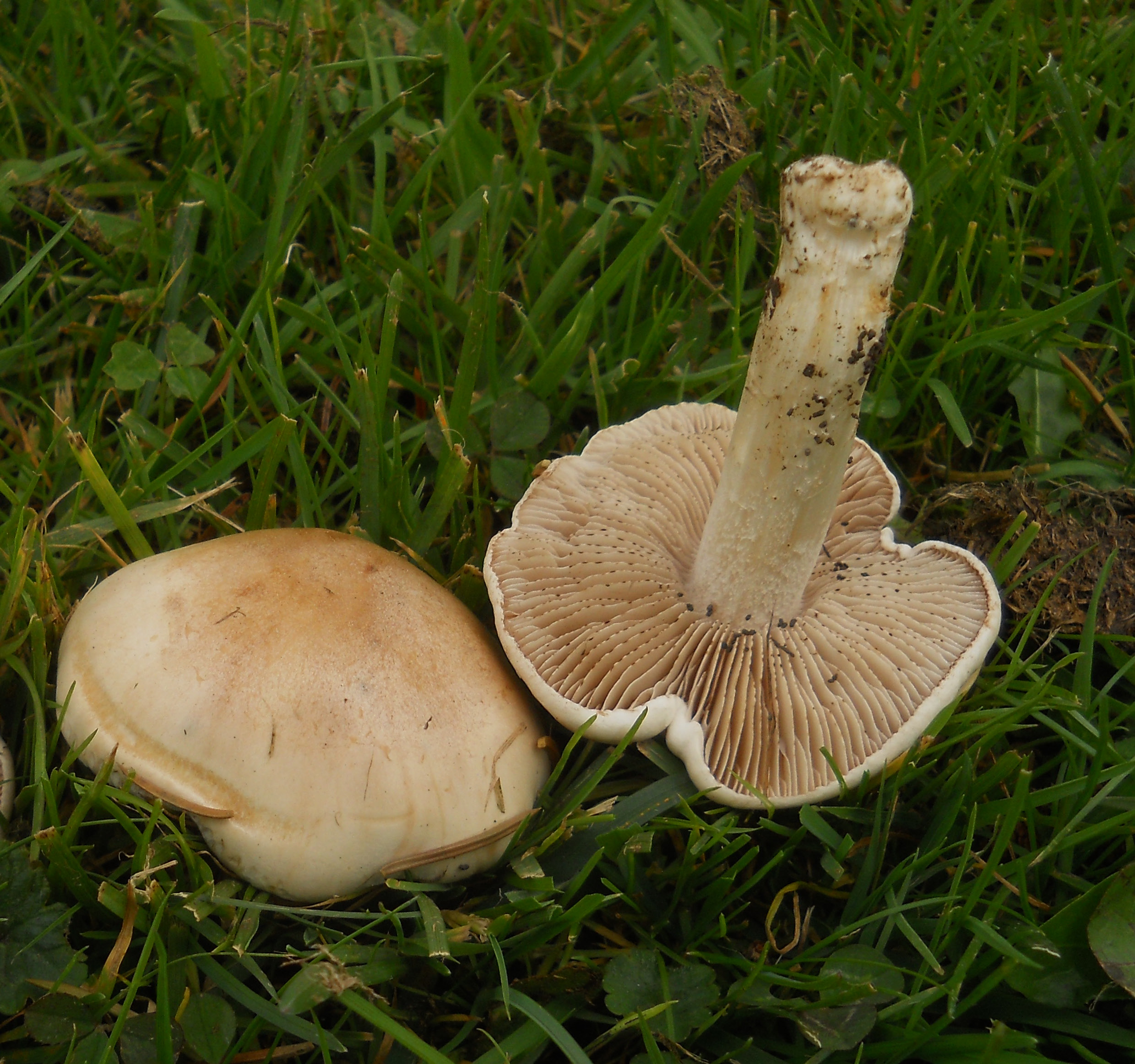
H. crustuliniforme: cuticulă, lamele și picior
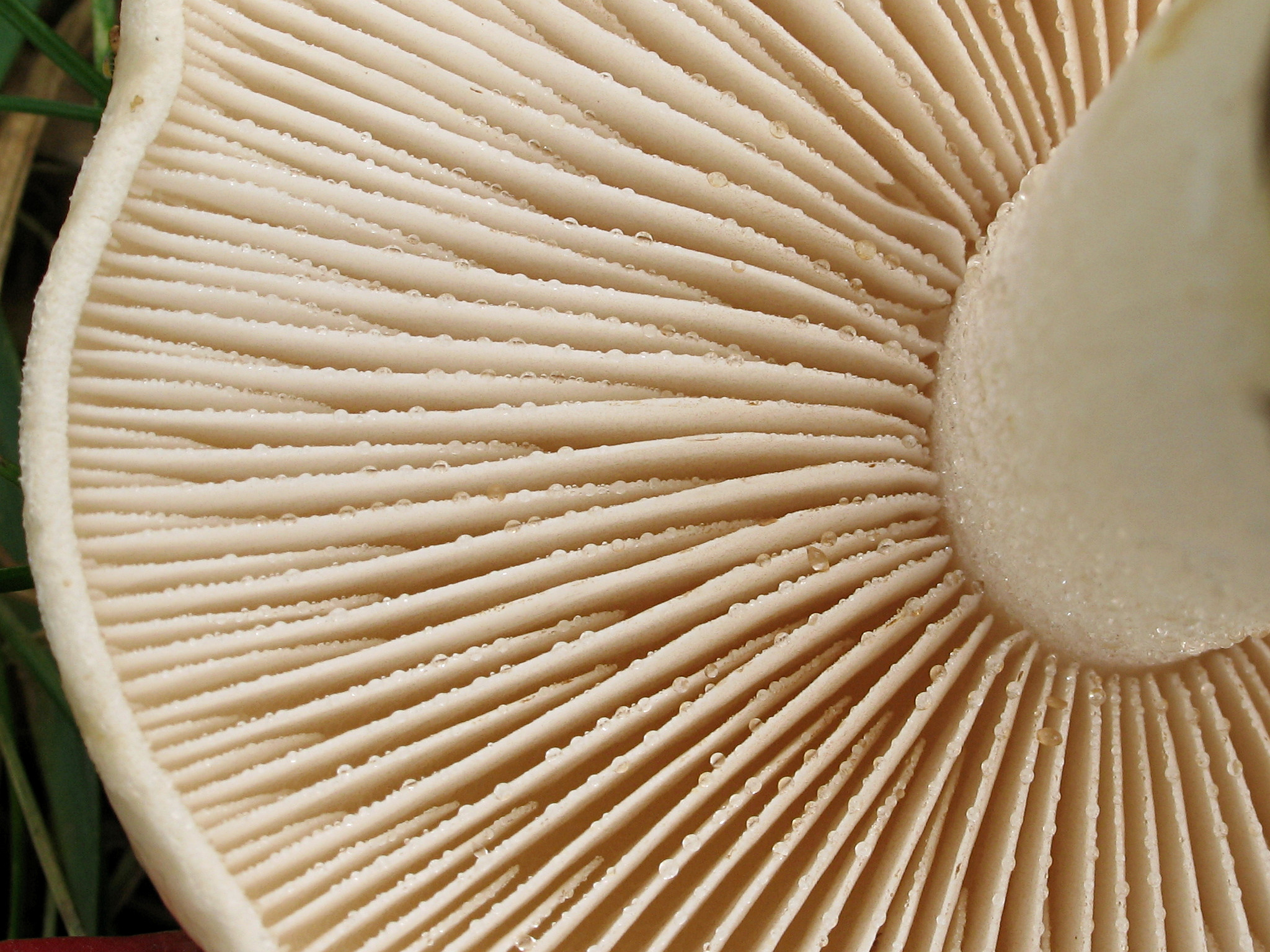
H. crustuliniforme, lamele din apropiere
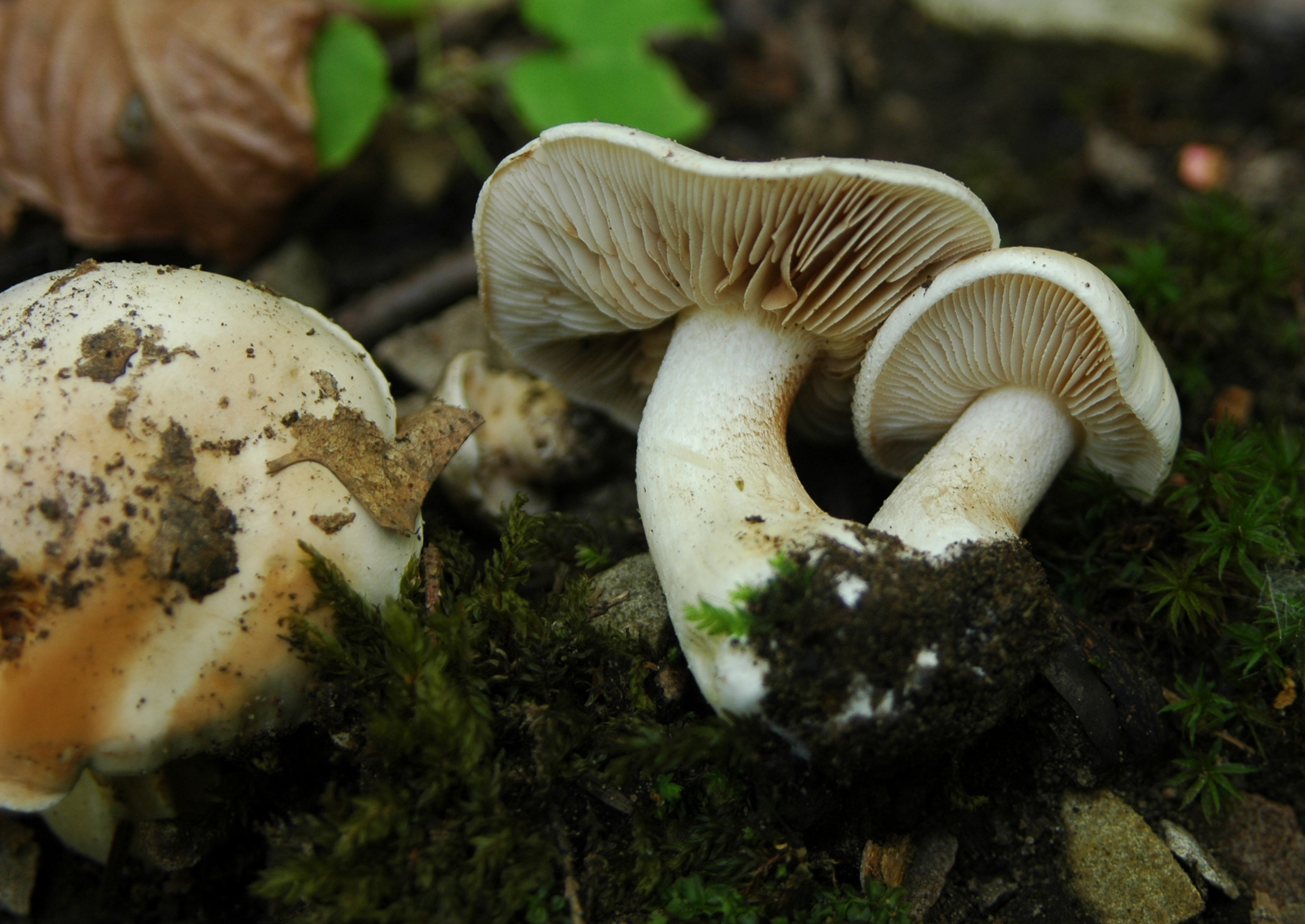
H. crustuliniforme mai tinere
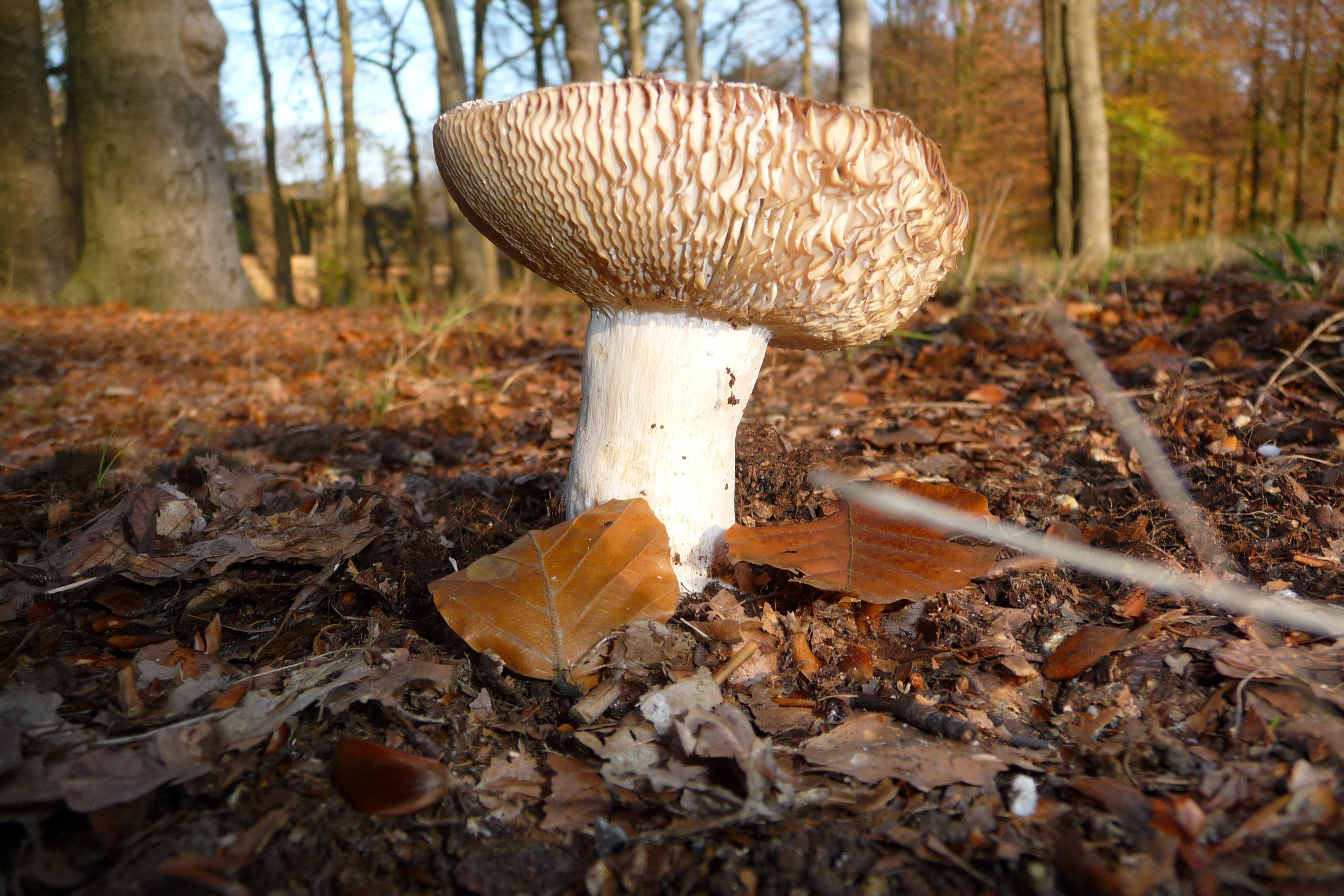
H. crustuliniforme bătrână

## Toxicitate
După una până la patru ore după ingerare, ciuperca provoacă tulburări gastrointestinale, ca de exemplu dureri abdominale,  vomă și diaree. Durata intoxicații este de una până la trei zile. Agentul toxic încă nu  s-a identificat.

## Confuzii
În mod general, acest burete poate numai fi confundat cu specii aceluiași gen, aproape cu toți necomestibili sau otrăvitori, ca de exemplu:
Hebeloma anthracophilum (necomestibil), Hebeloma edurum sin. Hebeloma laterinum (necomestibil), Hebeloma fastibile (necomestibil, probabil otrăvitor), Hebeloma hiemale (necomestibil), Hebeloma longicaudum (necomestibil), Hebeloma mesophaeum (necomestibil), Hebeloma radicosum (comestibil, dar nu foarte savuros), Hebeloma sinapizans (otrăvitor) sau Hebeloma saccharolens (necomestibil) precum de exemplu cu Inocybe fibrosa (foarte otrăvitoare, posibil letală), Inocybe sambucina (foarte otrăvitoare, posibil letală) și Inocybe umbratica (otrăvitoare),

## Specii asemănătoare

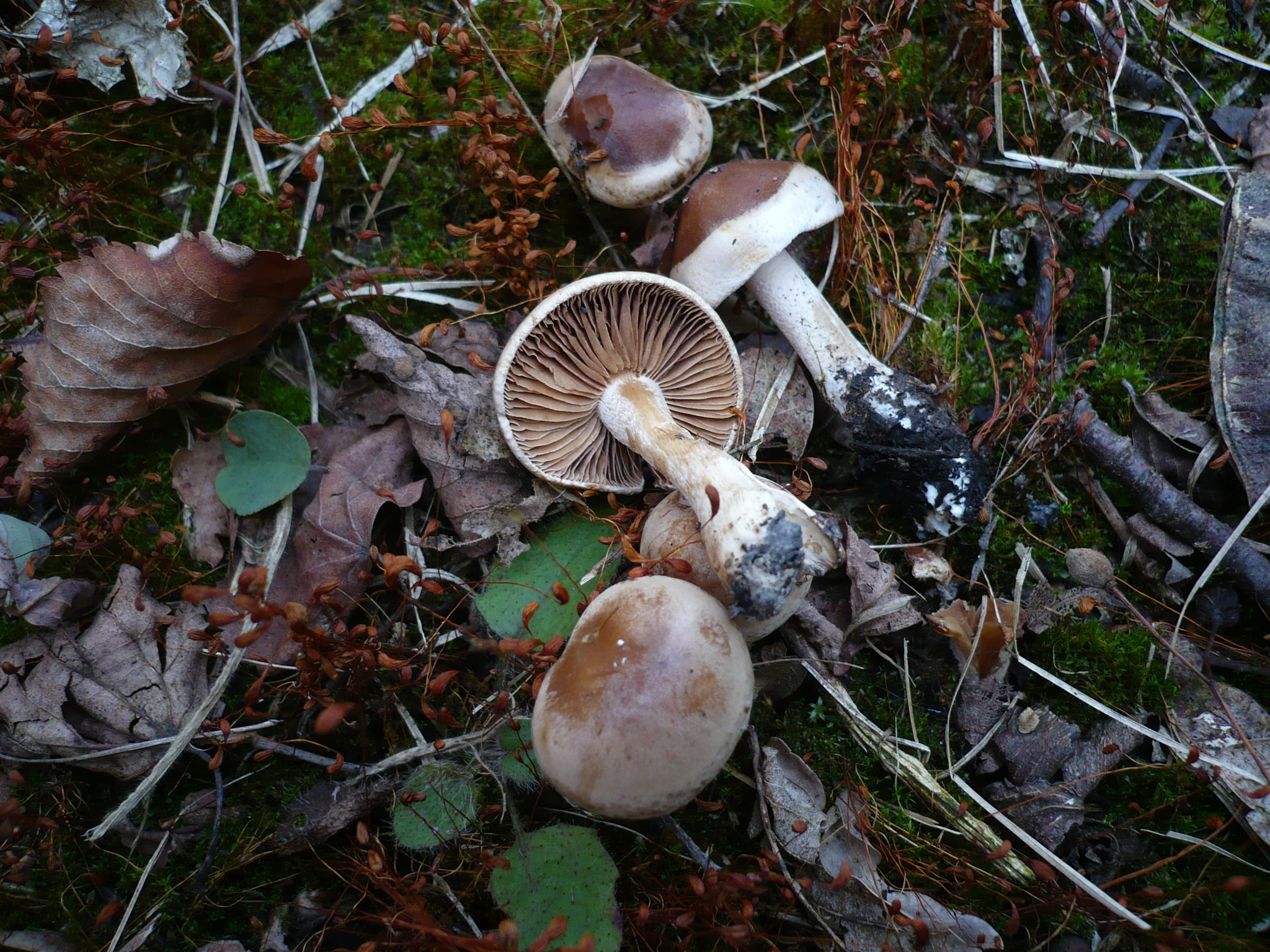
Hebeloma anthracophilum
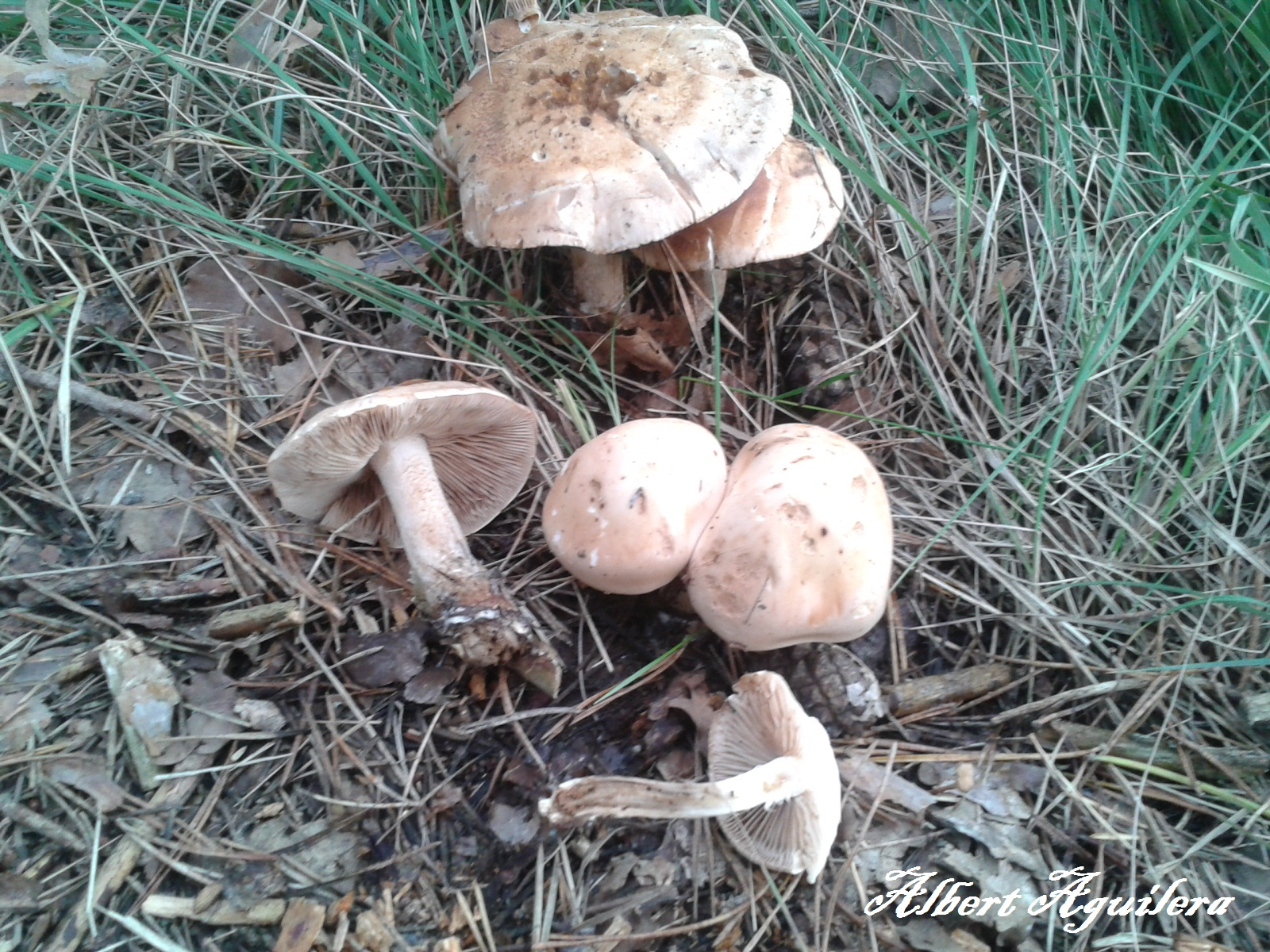
Hebeloma edurum sin. laterinum
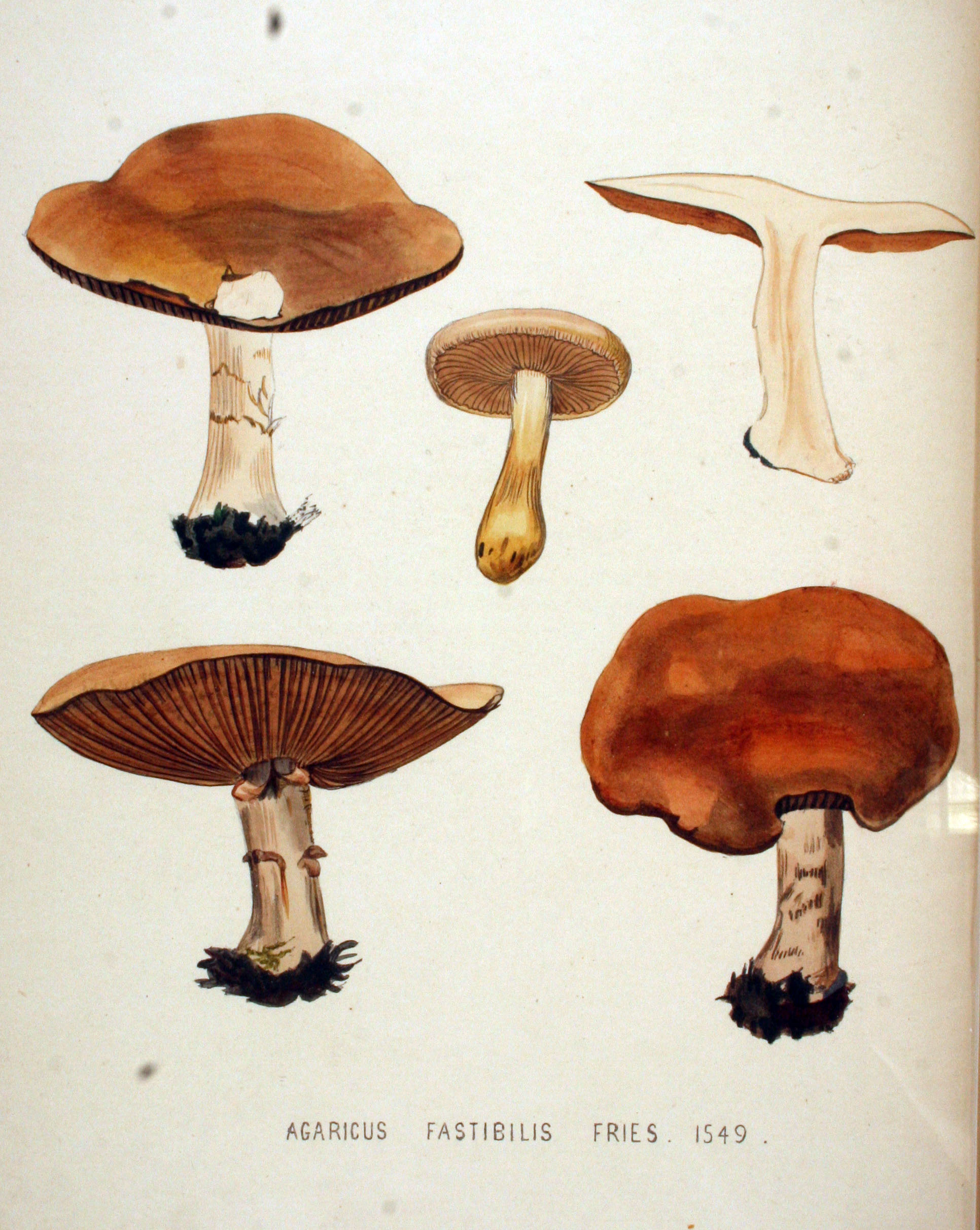
Agaricus fastibilis
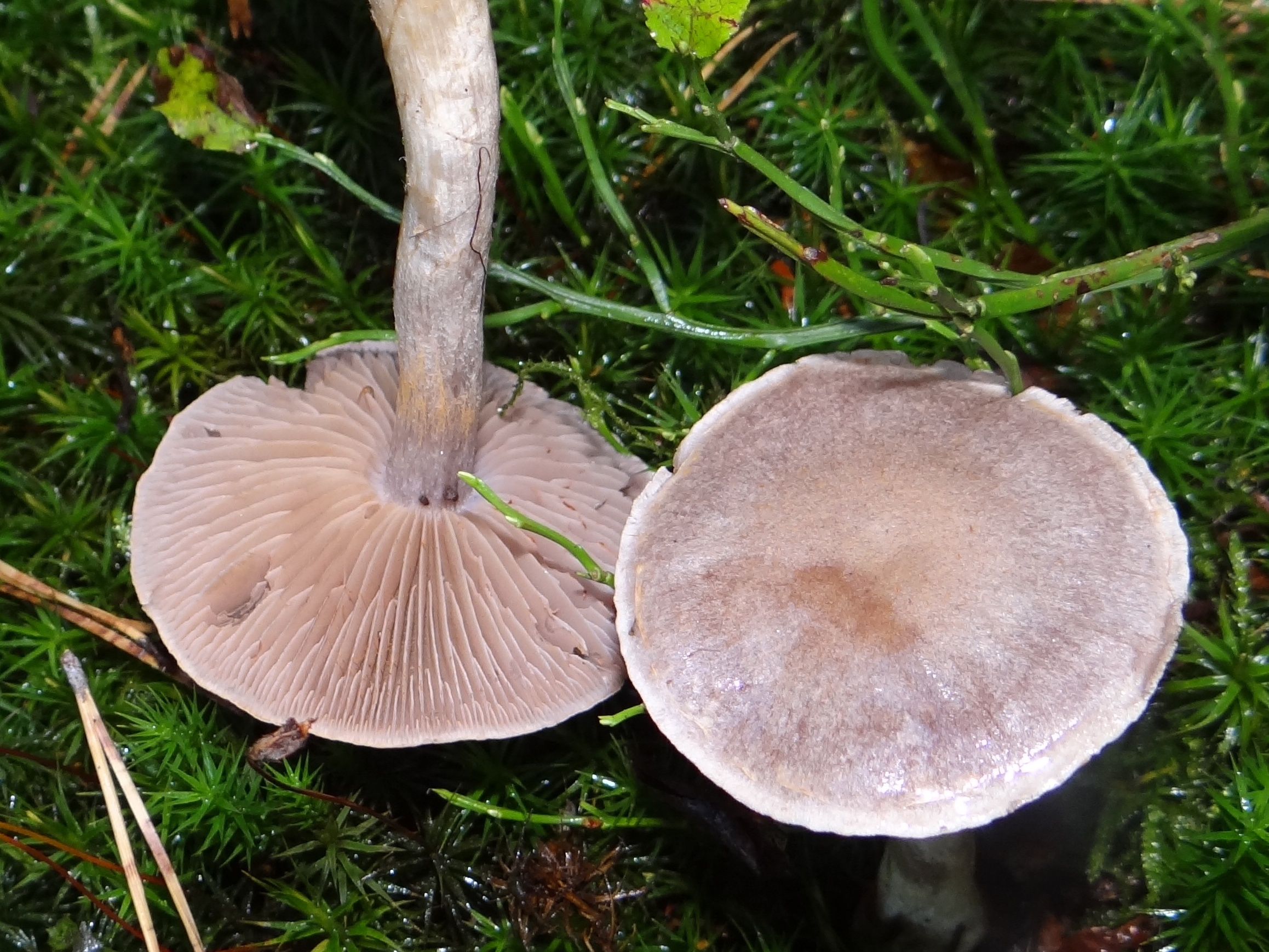
Hebeloma longicaudum
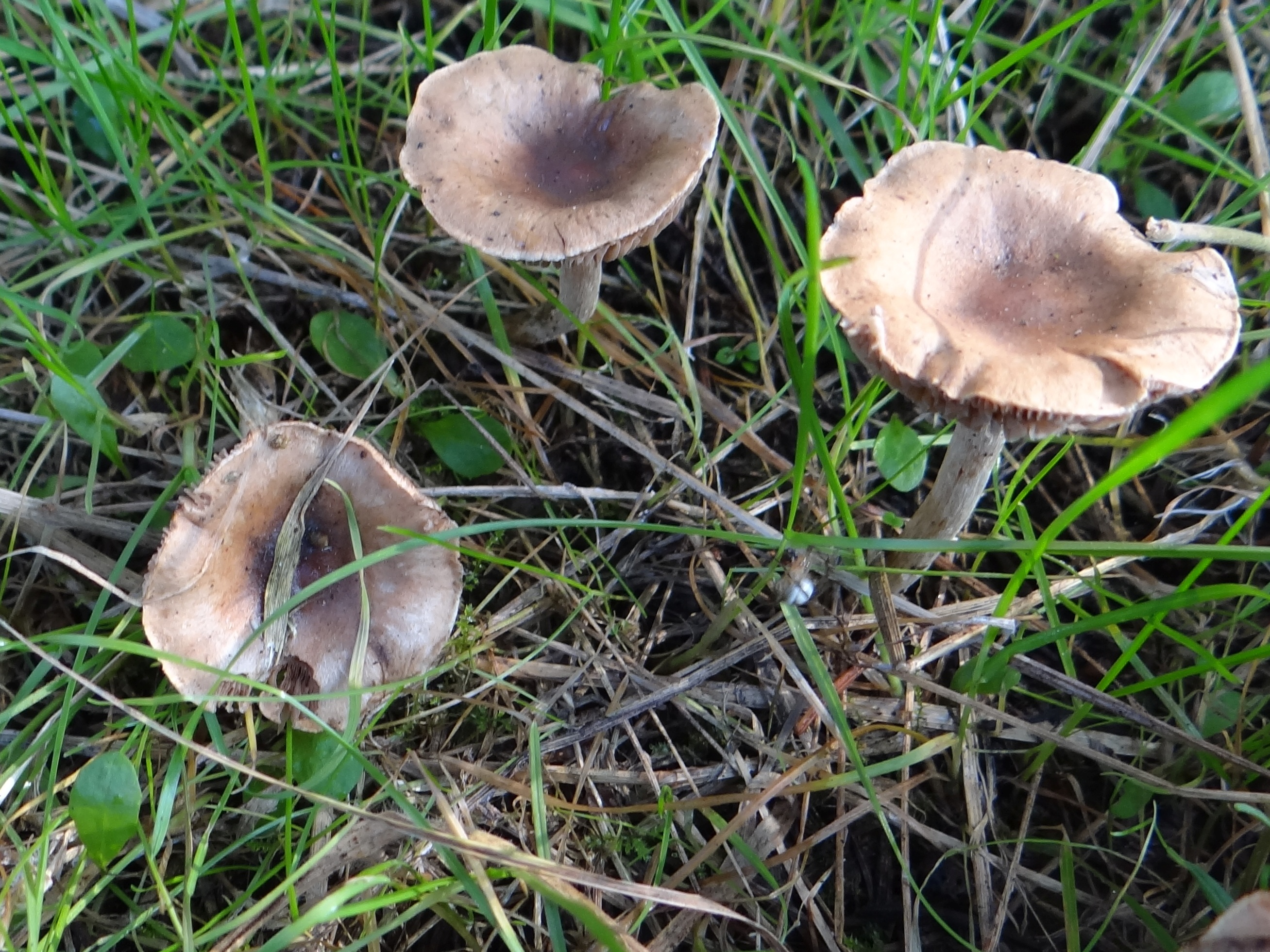
Hebeloma mesophaeum
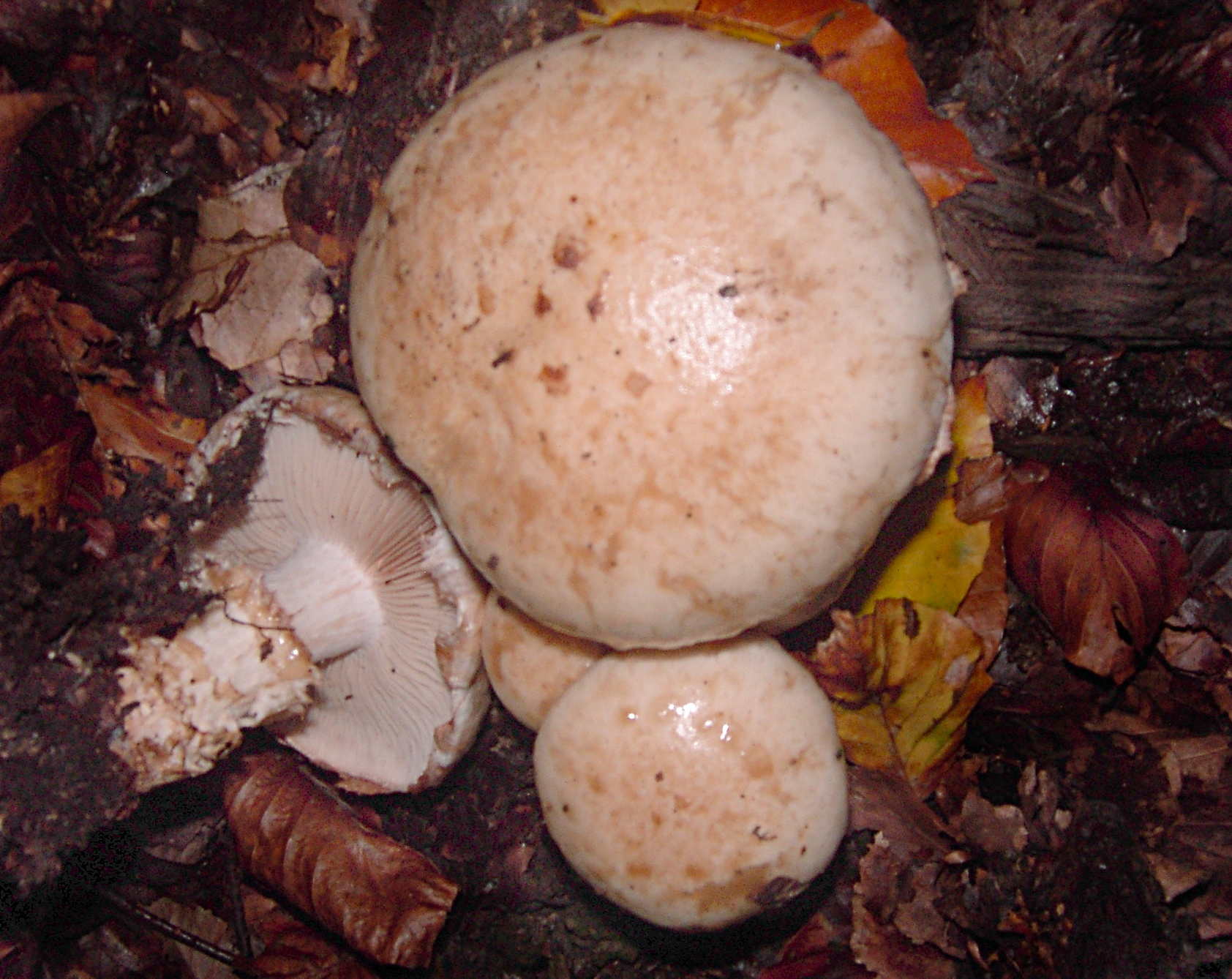
Hebeloma radicosum

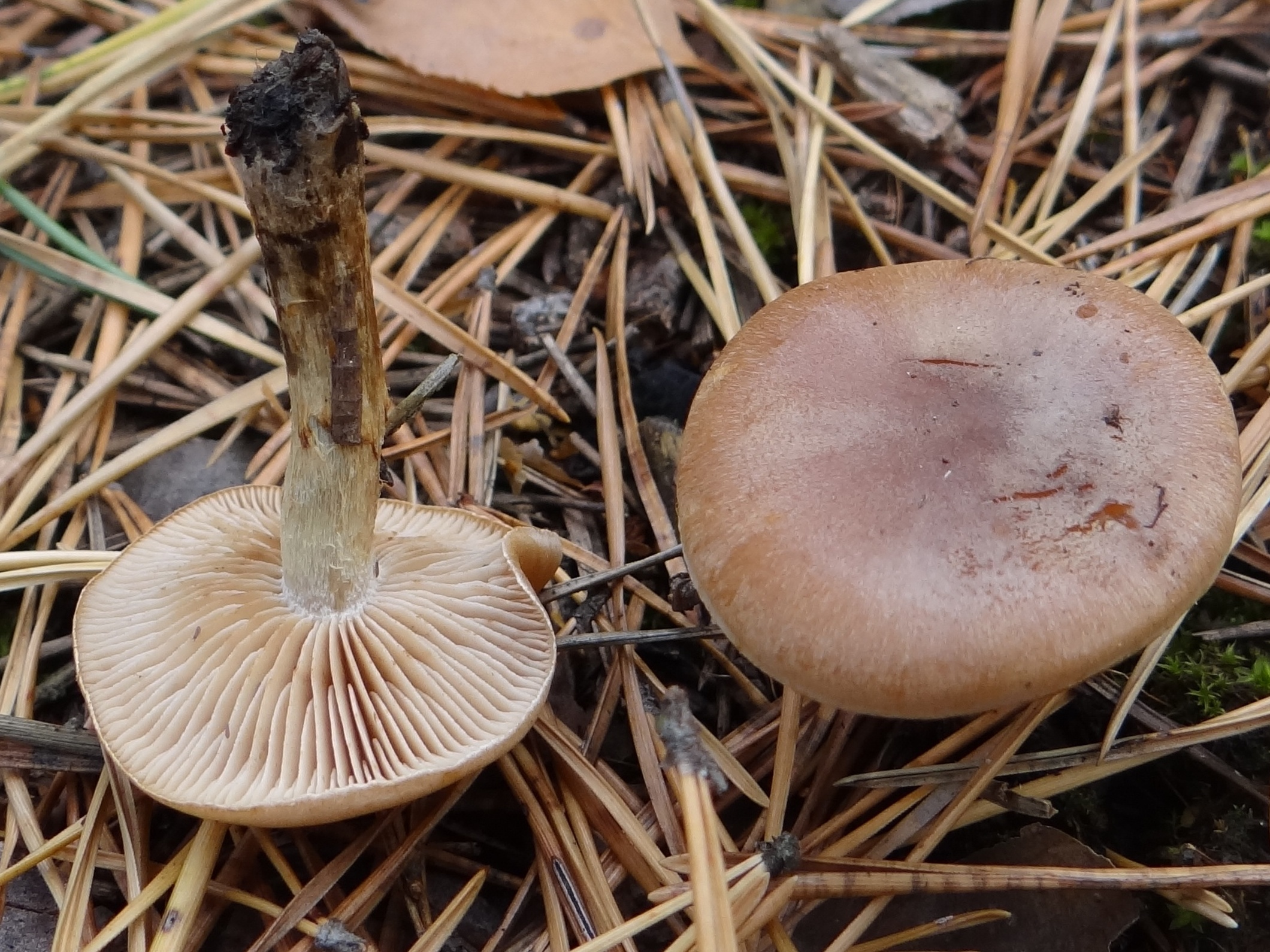
Hebeloma sacchariolens
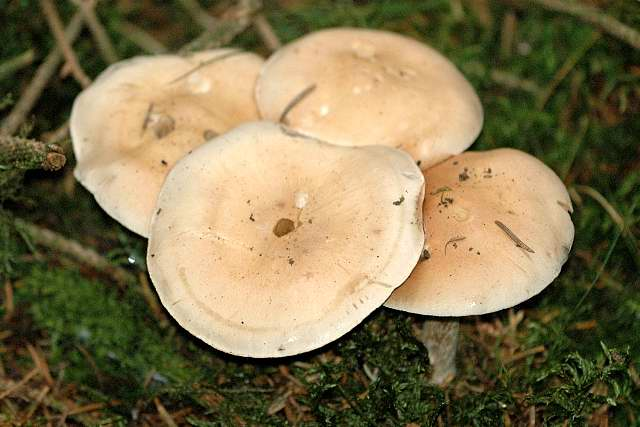
Hebeloma.sinapizans
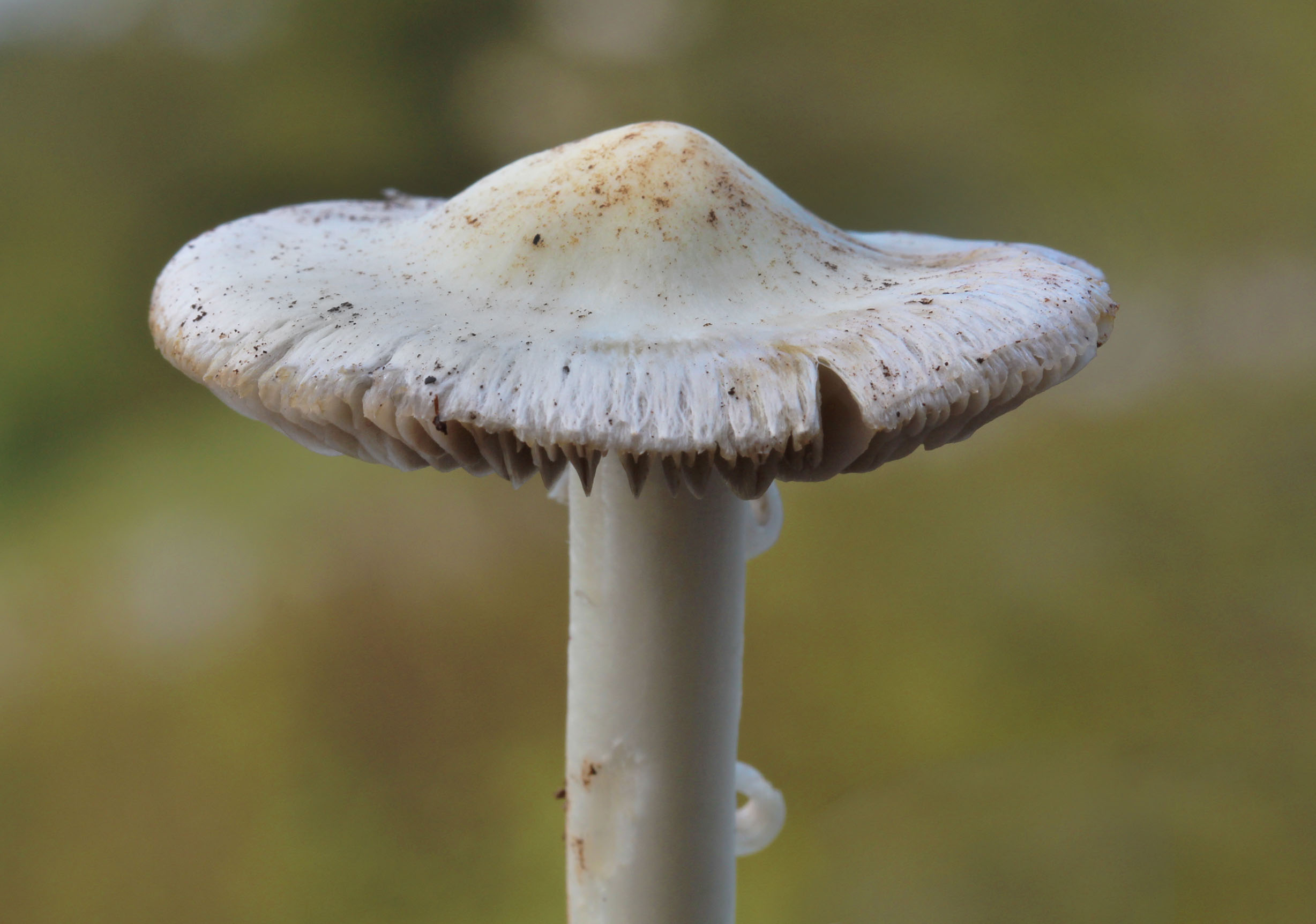
!!!Inocybe fibrosa!!!
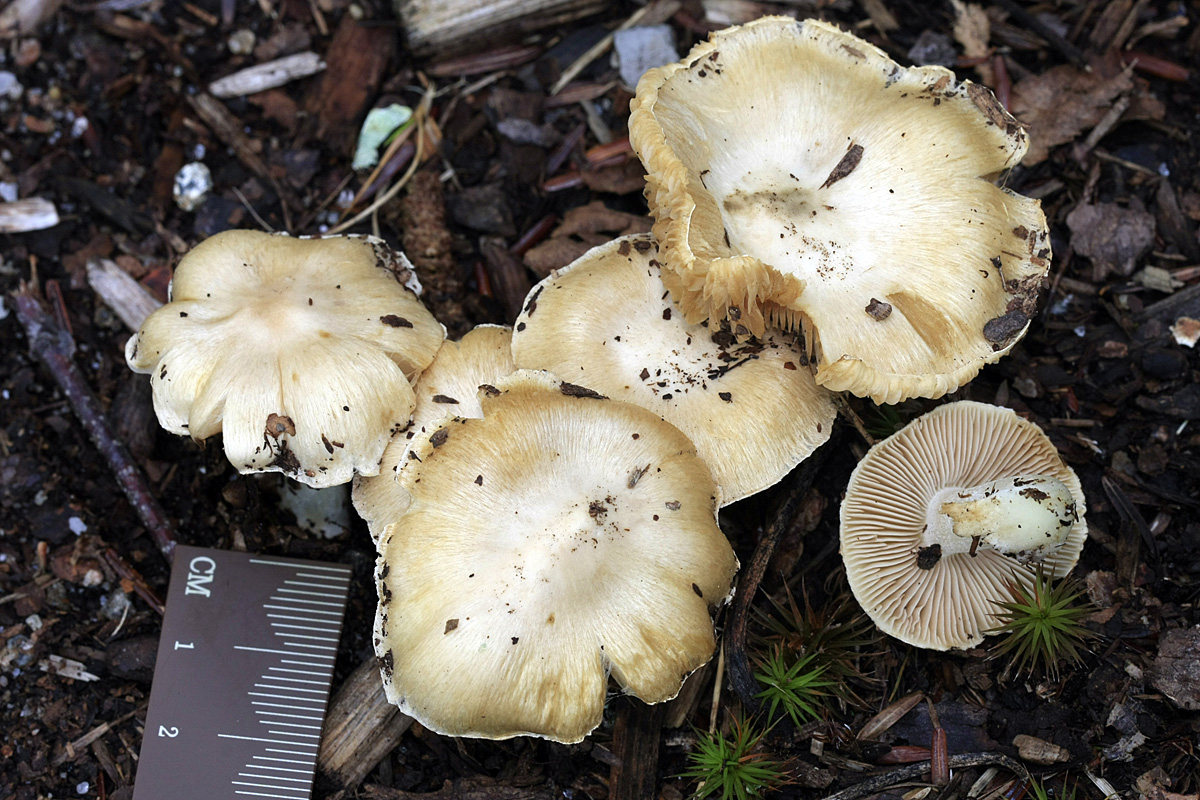
!!!Inocybe sambucina!!!
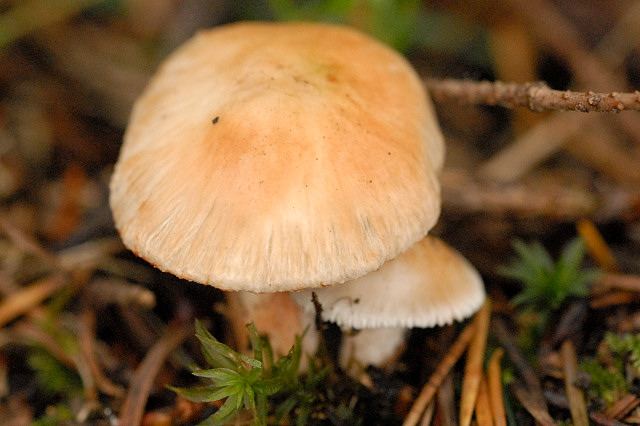
!!Inocybe umbratica!!